# Håkon V
Håkon V « Longues jambes » (Halleg), né le 10 avril 1270 à Tønsberg et mort le 8 mai 1319 à Tønsberg, est roi de Norvège de 1299 à 1319.

## Règne
Second fils de Magnus VI et d'Ingeborg Eriksdotter de Danemark, il est nommé duc par son père dès 1280. Conformément à la loi de succession désormais acceptée par tous, il succède en 1299 à son frère Éric II de Norvège, mort sans descendance masculine.
Étant lui-même sans héritier masculin, il fiance tout d'abord, vers 1302, sa fille unique Ingeborg au duc Erik Magnusson de Suède. Après la révolte du duc et de son frère Valdemar Magnusson contre leur frère le roi Birger Magnusson de Suède, il soutient provisoirement ce dernier et fiance sa fille entre 1308 et 1312 à son héritier Magnus Birgersson.
Finalement, à la suite d'un nouveau changement d'alliance d'Håkon V dans la guerre civile suédoise le 29 septembre 1312, sa fille Ingeborg épouse Erik Magnusson. Le même jour, sa nièce Ingeborg Eriksdatter, seule fille d'Éric II de Norvège et seconde dans l'ordre de succession au trône de Norvège, épouse Valdemar Magnusson duc de Finlande et frère d'Erik Magnusson. En s'entourant de parvenus, il étend les privilèges de la couronne au détriment de la noblesse et du haut clergé. S'il réorganise l’administration et le système financier, il ne parvient pas à restreindre le monopole commercial de la Hanse. 

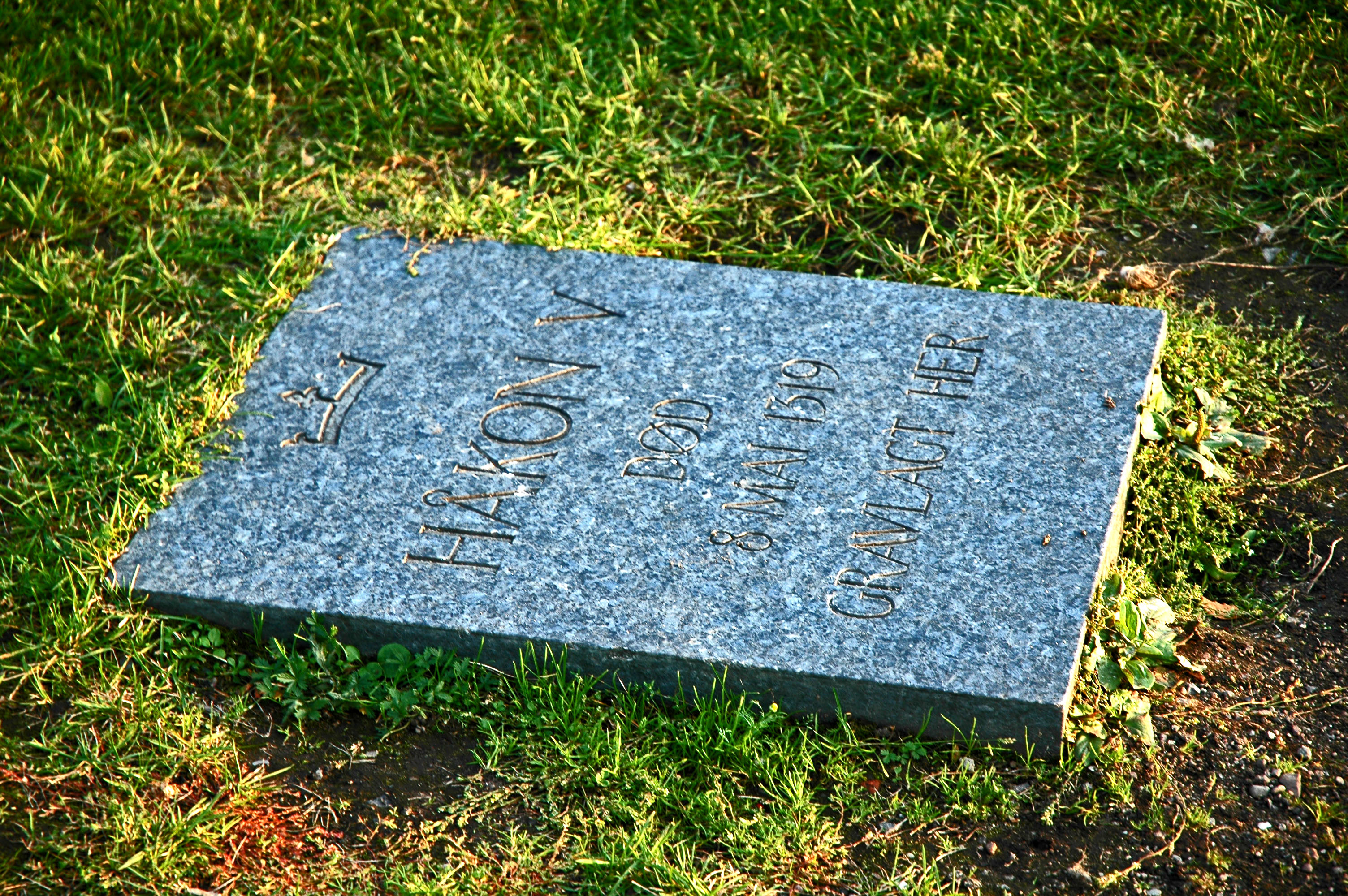
Lieu de l'inhumation d'Håkon V à Oslo.

Håkon V meurt le 8 mai 1319 à Tønsberg. Il a comme successeur son petit-fils Magnus, fils d'Ingeborg et d'Erik Magnusson, qui est couronné roi de Norvège sous le nom de Magnus VII le 28 juin 1319.

## Union et postérité
Vers fin 1295, il se marie avec la Française Isabelle de Joigny, fille de Jean Ier, comte de Joigny et de Marie de Mercœur, mais ils n'ont pas de postérité. Isabelle de Joigny meurt peu après leur mariage (avant 1297).
Håkon V épouse ensuite en 1299 Euphémie de Rügen, fille du prince Wisław II de Rügen, morte le 1er mai 1312 dite « Euphémie d'Arnheim  » qui fait traduire du français en vieux-suédois trois poèmes chevaleresques.
- Une fille, Ingeborg Hakonsdatter, nait de ce mariage[2], d'où la suite des rois de Norvège jusqu'en 1448.

Il laisse également une fille illégitime,
- Agnès Håkonsdatter (née vers 1302–12), qui épouse Havtore Jonsson (vers 1275–1320 ; de la Maison de Sudreim, qui devient ensuite Maison Rosor ou Roos af Hjelmsäter), d'où Sigurd Havtoresson (vers. 1315 – vers 1392), père lui-même d'Agnes Sigurdsdatter (morte vers 1409). Cette dernière épouse Jon Marteinsson (1340- mort vers 1400) et donne naissance à Sigurd Jonsson (avant 1400-1452), régent (« gardien ») de Norvège en 1440-1442 et 1448-1450, et arrière-arrière-petit-fils d'Haakon V. La descendance continue avec le fils de Sigurd Jonsson, Hans Sigurdsson († 1466), puis Alv Knutsson (vers 1420–1496 ; petit-neveu de Sigurd Jonsson en tant que petit-fils maternel de sa sœur Katharina (Catherine) Jonsdatter), et le fils de ce dernier, Knut Alvsson (1455-1502), père lui-même d'Erik Knutssoenn (1470-1520)[3].